# Benjamin Levin (partisano)
Benjamin Levin (Vilna, 11 de abril de 1927 - Westchester, Nueva York; 13 de abril de 2020) fue el último miembro sobreviviente del grupo partisano judío Vengadores. Fue responsable de descarrilar y bombardear muchos trenes nazis. Una orden de larga data para su arresto en Lituania todavía estaba vigente setenta años después de la guerra. Después de la guerra, se unió al grupo Irgun y fue uno de los pasajeros sobrevivientes del barco Altalena. 

## Primeros años
Levin nació en Vilna, Lituania. Era hijo de Chaim Levin, un comerciante local y dueño de una tienda de alimentos gourmet. Levin tenía 14 años cuando él y su hermano mayor se unieron al grupo partidista de "Vengadores" ("Nokmim") de Abba Kovner.

## Actividades partidistas de los Vengadores
Durante la guerra, Levin dañó los ferrocarriles, destruyó vagones de tren, cortó los cables de comunicación, bombardeó puentes e hirió y mató a los nazis. Su pequeña estatura le permitió esconderse, espiar, explorar y escapar de la detección fácilmente.
Él y otros Vengadores se unieron al Ejército Rojo cuando liberó a Vilnius en 1944. Sus padres sobrevivieron al Holocausto, pero luego fueron asesinados por sus vecinos con uno de sus hijos cuando intentaron recuperar su hogar. Incluso 70 años después del final de la Segunda Guerra Mundial, había una orden de arresto pendiente de Levin en Lituania. Presentó su testimonio del Holocausto en el Museo Conmemorativo del Holocausto de los Estados Unidos. Fue entrevistado por Steven Spielberg, quien llamó a Levin "el Forrest Gump de la historia judía".

## Partido Irgun
Fue encarcelado por el NKVD por actividades ilegales de resistencia relacionadas con sus actividades anteriores al Estado de Israel y su participación en el partido Irgun. Pasó un año en el gulag siberiano. Después de su liberación, hizo autostop a Italia donde se unió al partido. Luego emigró a Israel y huyó del barco en llamas de Altalena.

## Vida personal
En 1967, Levin se mudó a Nueva York con su familia y se convirtió en mecánico de la MTA, propietario de una estación de servicio y propietario de un negocio privado. Estaba casado con Sara, una sobreviviente del Holocausto húngaro. Tenían dos hijos. Levin murió el 13 de abril de 2020 de COVID-19 causado por el virus del SARS-CoV-2 durante la pandemia de enfermedad por coronavirus.